# Осокино (Псковская область)
Осокино — деревня в Великолукском районе Псковской области России. Входит в состав сельского поселения «Пореченская волость».
Расположена в 56 км к югу от райцентра Великие Луки и в 14 км к юго-западу от волостного центра Поречье.

## Население
Численность населения деревни по состоянию на 2000 год составляла 22 жителя, на 2010 год — 21 житель.